# Jętniczek
Jętniczek (Ephemerum Schimp.) – rodzaj mchów należący do rodziny płoniwowatych (Pottiaceae Schimp.). 

## Systematyka i nazewnictwo
Nazwa naukowa rodzaju Ephemerum pochodzi od greckiego słowa ephemeros, czyli „krótkotrwały”.
Według The Plant List rodzaj Ephemerum Hampe należy do rodziny Ephemeraceae i liczy 37 akceptowanych nazw gatunków oraz 22 synonimy. Goffinet nie wyróżnia tej rodziny i umieszcza rodzaj Ephemerum Shimp. w rodzinie Pottiaceae Schimp.
Wykaz gatunków według The Plant List:
| - Ephemerum aequinoctiale Spruce - Ephemerum aethiopicum Welw. & Duby - Ephemerum apiculatum P.C. Chen - Ephemerum argentinicum Schiavone & Sarmiento - Ephemerum asiaticum Paris & Broth. - Ephemerum capense Müll. Hal. - Ephemerum cohaerens (Hedw.) Hampe - Ephemerum conicum Müll. Hal. - Ephemerum crassinervium (Schwägr.) Hampe - Ephemerum cristatum (Hook. f. & Wilson) Müll. Hal. - Ephemerum diversifolium Mitt. - Ephemerum fimbriatum Müll. Hal. - Ephemerum flotowianum (Funck) Limpr. - Ephemerum furcatum I.G. Stone - Ephemerum hibernicum D. T. Holyoak & V.S. Bryan - Ephemerum homomallum Müll. Hal. - Ephemerum jamesii Austin - Ephemerum lacustre Müll. Hal. - Ephemerum ligulatum Müll. Hal. ex G. Roth | - Ephemerum longifolium Schimp. - Ephemerum mexicanum E.B. Bartram - Ephemerum minutissimum Lindb. – jętniczek drobny - Ephemerum namaquense Magill - Ephemerum nervosum (Dixon) Schelpe - Ephemerum pachyneuron Müll. Hal. - Ephemerum pechuelii Müll. Hal. - Ephemerum perminutum C.C. Towns. - Ephemerum piliferum J. Shaw - Ephemerum recurvifolium (Dicks.) Boulay - Ephemerum rehmannii (Müll. Hal.) Broth. - Ephemerum serratum (Schreb. ex Hedw.) Hampe – jętniczek piłkowany - Ephemerum sessile (Bruch) Müll. Hal. - Ephemerum spinulosum Bruch & Schimp. - Ephemerum stellatum H. Philib. - Ephemerum subaequinoctale Broth. - Ephemerum tenerum (Bruch & Schimp.) Hampe ex Müll. Hal. - Ephemerum uleanum Müll. Hal. |